# Lex Maja
Lex Maja är det vardagliga namnet på 10 kap. 20 a §, i Offentlighets- och sekretesslagen. Den föreskriver att en person verksam inom vård och omsorg utan hinder av sekretess får anmäla till länsstyrelsen eller polisen om de upptäcker ett djur som blivit vanvårdat hos en vårdtagare.  Anmälan får endast göras om problemet inte kan lösas i samråd med djurhållaren.
Lex Maja trädde i kraft den 1 april 2019.

## Bakgrund
Namnet Lex Maja har sitt ursprung i en händelse år 2016 då en katt (vid namn Maja) hittats svårt medtagen i en lägenhet efter att hennes ägare tagits in på sjukhus. Ägaren hade hemtjänst och det lokala katthemmet hade larmats om att Maja var ensam i lägenheten. Hemtjänstpersonalen hade inte agerat på förhållandet, och vägrade att ge katthemmet tillträde till lägenheten. Först när polis tillkallats kunde katten hämtas. Hon hade då varit utan mat och vatten i elva dygn. Maja fördes till djursjukhus, men var allt för skadad (av uttorkning och svält) och blev därför avlivad. 

## Efter lagens införande
Mellan 2019 och april 2023 gjordes mer än 1000 anmälningar om djur som far illa. Lex Maja har varit efterlängtad på många håll.   Men den har även kritiserats för att vara "tandlös" när det kommer till djur som vanvårdas eller skadas i samband med våld i nära relationer. Det nationella kunskapscentret Se sambandet menar att socialsekreterare varken gör hembesök hos våldsutsatta (människor) eller har utbildning inom etologi och djurvård. Våldsorsakade skador kan vara svåra att upptäcka även för en veterinär. Dessutom ska problemet i första hand lösas med samtal och behandlingsplan. Detta är en åtgärd som inte fungerar när våld mot djuret är ett sätt för förövaren att indirekt skada en mänsklig familjemedlem.